# Branco

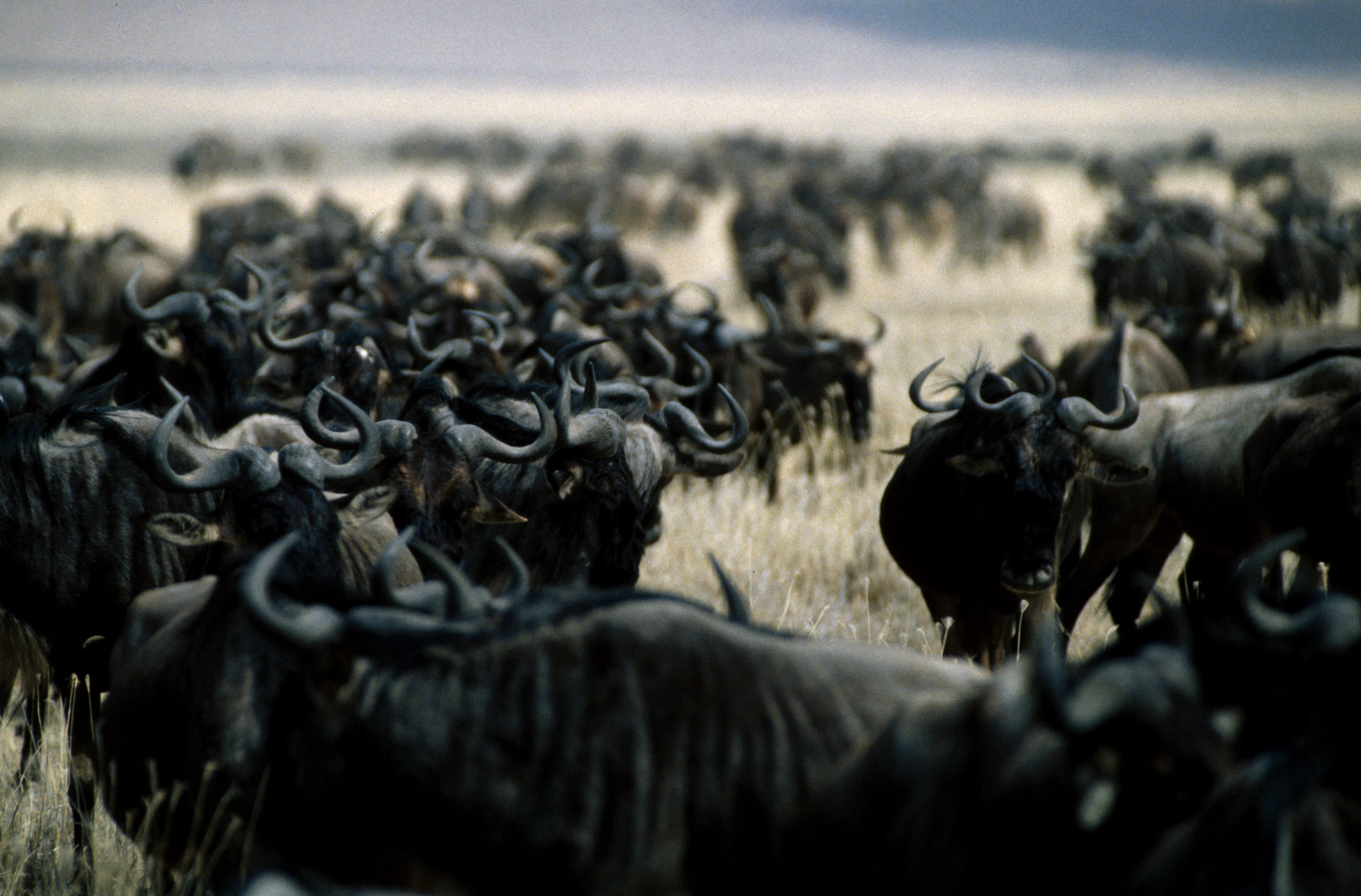
Un branco di gnu a Ngorongoro, in Tanzania

Un branco è un gruppo di animali che si riuniscono spontaneamente e operano in modo omogeneo (per esempio nel corso di spostamenti). Il termine viene in genere utilizzato per riferirsi a gruppi di animali della stessa specie; viene talvolta esteso a gruppi di specie diverse quando le diverse specie si comportino in modo sostanzialmente simile (come nei branchi di gnu e zebre).

## Caratteristiche
Esistono numerosi termini specifici che si riferiscono a gruppi di animali di particolari tipi. Per esempio un gruppo di uccelli in volo viene in genere chiamato stormo; un gruppo di pesci banco; un branco di mammiferi erbivori, soprattutto ungulati, mandria (o raramente gregge, termine più usato per indicare gruppi di ovini da allevamento). Altri termini speciali possono venire usati in circostanze particolari; per esempio un gruppo stanziale viene spesso detto una colonia (per esempio una colonia di pinguini). Il termine branco viene usato frequentemente in riferimento specifico a gruppi di carnivori (per esempio un branco di lupi).
All'interno di un branco i diversi individui possono comportarsi in modo simile, oppure emerge una suddivisione dei compiti (per esempio fra predatori che adottano una strategia di caccia) che spesso riflette gerarchie sociali all'interno del gruppo (per esempio gli individui dominanti dei branchi di erbivori in genere "hanno diritto" alla posizione più protetta). Tuttavia gruppi con esempi estremi di specializzazione come quelli esibiti da formiche o altri insetti sociali hanno dinamiche completamente diverse e non vengono identificati con il termine "branco".

## Significati derivati
I termini "branco" e "gregge" sono spesso usati con riferimento a gruppi umani in cui gli individui perdono la propria autonomia a favore del conformismo nei confronti del gruppo. In genere "gregge" viene riferito a comportamenti conformisti passivi, mentre "branco" implica l'idea di un gruppo aggressivo.